# Éric Barbier
Éric Barbier es un director, actor y guionista francés nacido en 1960.

## Trayectoria
Éric Barbier comenzó a trabajar muy pronto en el cine y la publicidad. Graduado en la Escuela Nacional de Cine (IHDEC), no tarda en dirigir sus primeros cortos: La Malediction de Saint Merry (1980), Sanghaï (1981) y La Face Perdue (1982), Gran Premio en el Festival de Albi y exhibido varias veces en TV.
Durante este periodo es varias veces asistente de dirección de Howard Guard y Tony Scott en anuncios producidos por PAC.
En 1985 obtiene el premio Victor Hugo, lo que le permite acabar dirigiendo en 1990 su primer largometraje, Le brasier, la mayor producción francesa de ese año. Protagonizado por Maruschka Detmers y Jean-Marc Barr, muestra la vida de los inmigrantes polacos en las minas de carbón en el norte de Francia en los años 30, y se alza con el Premio Jean Vigo.
En 1993 dirige Les années Lycée, un especial para TV sobre el mayo del 68 en París.
En 1995 marcha con el Ministerio de Cultura y Cooperación de Francia para trabajar en 4 películas dirigidas por estudiantes libaneses.
En 1995 dirige otra película para el cine, Toreros.
En 2006 dirige Le serpent con Yvan Attal, Clovis Cornillac y Pierre Richard. 
Está terminando de escribir el guion de su próxima película, Le dernier diamant, y continúa dirigiendo muchos anuncios.

## Filmografía

### Realizador
- Le serpent, 2006

- Toreros, 2000

- Le brasier, 1991

### Guionista
- Le Serpent, 2006

- Toreros, 2000

- Le brasier, 1991

### Actor
- Le péril jeune,'1994

- Datos: Q2892462
- Multimedia: Éric Barbier / Q2892462